# Party Girl (Lied)

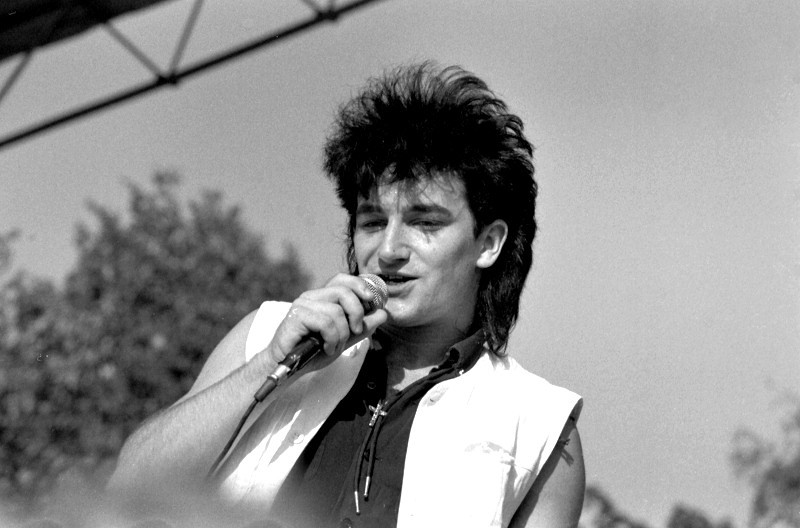
Sänger Bono (1983)

Party Girl ist ein Song von U2, der 1982 als B-Seite der Single A Celebration veröffentlicht wurde.

## Musik
Der Gesang reicht von der tiefen Note A4 bis zur hohen Note E6.

## Aufführungen
Im Gegensatz zur A-Seite wurde Party Girl nach seinem Live-Debüt am 26. Februar 1983 beim ersten Konzert der War Tour zu einem festen Bestandteil der Zugaben. Dies geschah, obwohl Bono nach dem ersten Auftritt sagte: "Das ist das erste und wahrscheinlich letzte Mal, dass wir diesen Song spielen."
Der Song wurde auch bei den nächsten Tourneen immer wieder gespielt, auch auf dem Live-Album Under a Blood Red Sky und im Konzertfilm U2 Live at Red Rocks: Under a Blood Red Sky. Seitdem ist er sporadisch bei U2-Konzerten zu hören, oft zu besonderen Anlässen wie dem Geburtstag eines Bandmitglieds. Es ist die mit rund 200 Aufführungen am häufigsten gespielte B-Seite in der Live-Geschichte von U2 und die einzige B-Seite, die mehr als hundert Mal gespielt wurde. Nur ein Nicht-Album-Song wurde mit 400 Mal öfter gespielt, die 1980er Single 11 O'Clock Tick Tock. Bei vielen Gelegenheiten in der Live-Geschichte der Band haben U2 Fans auf die Bühne eingeladen, um den Song mit der Akustikgitarre zu spielen.
Party Girl erschien auch auf der 2008 erschienenen Deluxe-Edition-Bonus-CD von October, den Livealben Live from the Point Depot und Live from Paris sowie den Kompilationsalben The Best of 1980-1990 und Medium, Rare & Remastered.